# Miasto Vranje
Miasto Vranje (serb. Grad Vranje / Град Врање) – jednostka administracyjna w Serbii, w okręgu pczyńskim. W 2018 roku liczyła 83.524 mieszkańców.